# Torneo Godó 1973
Il Torneo Godó 1973 è stato un torneo di tennis giocato sulla terra rossa. È stata la 21ª edizione del Torneo Godó,
che fa parte del Commercial Union Assurance Grand Prix 1973. Si è giocato al Real Club de Tenis Barcelona di Barcellona in Spagna, dall'8 al 14 ottobre 1973.

## Campioni

### Singolare
Ilie Năstase ha battuto in finale  Manuel Orantes con il punteggio di 2–6, 6–1, 8–6, 6–4

### Doppio
Ilie Năstase  /  Tom Okker hanno battuto in finale  Antonio Muñoz /  Manuel Orantes con il punteggio di 4–6, 6–3, 6–2